# ميخائيل نويبيرغر
ميخائيل نويبيرغر (بالإنجليزية: Michael Neuberger)‏ هو عالم كيمياء حيوية بريطاني، ولد في 2 نوفمبر 1953 في لندن في المملكة المتحدة، وتوفي في 26 أكتوبر 2013 في كامبريدج في الولايات المتحدة بسبب ورم نخاعي متعدد.